# 24-я добровольческая горнопехотная дивизия СС «Карстъегер»
24-я добровольческая горнопехотная (карстъегерская) дивизия СС (нем. 24. Waffen-Gebirgs-(Karstjäger-)Division der SS) — соединение войск СС, состоявшее преимущественно из итальянских добровольцев, а также добровольцев из Словении, Сербии. Возникла 1 августа 1944 года при переименовании сформированного в 1942 году «Карстового батальона» (нем. «SS-Karstwehr-Bataillon»), использовалась в северной Италии, прежде всего во Фриули и Юлийской Венеции, против партизан. Сдалась 10 мая 1945 американским войскам.

## Формирование
10 июля 1942 года Главное управление СС издало приказ о формировании «карстового батальона» (карствер), который был переименован 15 ноября 1942 года в «карстовый батальон СС». Формирование и обучение проводилось в Поттенштайне. В Поттенштайне батальон использовался для охраны заключённых, работавших в окрестностях озера Шёнгрундзее, а также обустраивавших пещеру Тойфельсхёле. К этому была привлечена карстовая рота СС из Дахау, которая и составила ядро вновь сформированного батальона. Батальон был направлен в распоряжение командования СС и полиции Италии для борьбы с партизанскими соединениями и использовался в основном во Фриули и Юлийской Венеции.
1 августа 1944 года преобразован в дивизию, состоявшую большей частью из итальянских добровольцев, а также некоторого числа словенцев. Кроме того, в составе дивизии были немцы из рейха (включая австрийцев и фольксдойче) различного возраста и происхождения, а также немного добровольцев из Хорватии и Сербии.
Из-за нехватки личного состава 5 декабря 1944 года дивизия была преобразована в «горнопехотную (карстъегерскую) бригаду СС», которая однако 10 февраля 1945 года была вновь переименована в «24-я горнопехотную (карстъегерскую) дивизию СС».
Отличительные знаки солдат дивизии не-немцев были нетипичны для войск СС, хотя и были выполнены белым на чёрном. Вместо рун SS использовались следующие знаки: этнические немцы и остальные (последние часто вообще не носили никаких отличительных знаков) носили пещерный цветок, а итальянцы — зелёно-бело-красный шеврон на правом рукаве.
Некоторые источники причисляют к войскам СС и к этой дивизии также «танковое подразделение Адриа» (танковое подразделение 202), которое было создано по приказу обергруппенфюрера СС и генерал-полковника войск СС Пауля Хауссера, когда он находился из-за ранения в госпитале в Триесте.

## Использование
Карстовые егеря воевали с ноября 1944 года против партизан в Юлийской Венеции (северо-восток Италии), а также западной Словении и Хорватии, в конце войны, однако, в этом же регионе бои шли уже с занявшими этот район частями 8-й британской армии.
Дивизия участвовала во множестве актов насилия и бессмысленного разрушения, совершённых в ходе борьбы с бойцами итальянского Сопротивления, а также югославскими партизанами, особенно в конце войны. Солдаты дивизии отличились бессмысленно жестоким поведением в операциях как в Италии, так и в Словении и Хорватии.
Британцы докладывали об ожесточённом сопротивлении этих частей СС и многочисленных потерях в бронетехнике, когда эти части вместе с некоторыми из частей армии Итальянской социальной республики ожесточённо обороняли Триест, в то время как части вермахта уже оставили город или сдались.
Бои с партизанами Тито в пригородах Триеста продолжались до 5 мая 1945 года, после того, как британские войска заняли город 2 мая. Бои при отходе в нижнее течение реки Драва продолжались до самого конца войны.
Остатки дивизии, не взятые в плен британскими войсками, сдались 10 мая 1945 года американцам в Каринтии.

## Военные преступления
Карствер и возникшие из него части совершили множество военных преступлений. Так, 2 мая 1945 года, уже после капитуляции немецких войск в Италии, ими была учинена резня в Авасинисе, в ходе которой был убит 51 житель деревни, в качестве мести за нападение партизан.

## Статистика

### Наименования дивизии
- Карстовый батальон СС (1942 — август 1944)
- 24-я добровольческая горнопехотная карстъегерская дивизия СС (август 1944 — 5 декабря 1944);
- добровольческая горнопехотная (карстъегерская) бригада СС (6 декабря 1944 — 10 февраля 1945);
- 24-я добровольческая горнопехотная (карстъегерская) дивизия СС (11 февраля 1945 — май 1945).

### Состав дивизии
- 59-й добровольческий горнопехотный полк СС (нем. Waffen-Gebirgsjäger Regiment der SS 59);
- 60-й добровольческий горнопехотный полк СС полк СС (нем. Waffen-Gebirgsjäger Regiment der SS 60);
- 24-й добровольческий горноартиллерийский полк (нем. Waffen-Gebrigs Artillerie Regiment 24);
- Танковая рота СС (нем. SS-Panzerkompanie);
- Горная батарея СС (нем. SS-Gebirgsbatterie);
- 24-я горная санитарная рота СС (нем. SS-Gebirgs-Sanitäts-kompanie 24);
- 24-я горная информационная рота СС (нем. SS-Gebirgs-Nachrichten-kompanie 24);
- 24-я горная сапёрная рота СС (нем. SS-Gebirgs-Pionier-kompanie 24)[1].

### Командование
- Оберштурмбаннфюрер СС Карл Маркс (август 1944 — 5 декабря 1944);
- Штурмбаннфюрер СС Вернер Хаан (5 декабря 1944 — 10 февраля 1945);
- Оберфюрер СС Адольф Вагнер (10 февраля 1945 — 8 мая 1945).

Квартирмейстером был гауптштурмфюрер СС Норберт Энгель (1 августа 1944 — ?).